# Neriene herbosa
Neriene herbosa là một loài nhện trong họ Linyphiidae.
Loài này thuộc chi Neriene. Neriene herbosa được Ryoji Oi miêu tả năm 1960.